# Liste der Mitglieder der National Academy of Sciences/1958
Im Jahr 1958 wählte die National Academy of Sciences der Vereinigten Staaten 32 Personen zu ihren Mitgliedern.

## Neugewählte Mitglieder
- Dietrich H. Bodenstein (1908–1984)
- David Bodian (1910–1992)
- Andre Cournand (1895–1988)
- Martin Deutsch (1917–2002)
- John H. Dingle (1908–1973)
- Marshall Gates (1915–2003)
- Per Geijer (1886–1976)
- Walther F. Goebel (1899–1993)
- Leo Goldberg (1913–1987)
- Maurice Goldhaber (1911–2011)
- William Z. Hassid (1897–1974)
- Charles R. Hauser (1900–1970)
- Alfred D. Hershey (1908–1997)
- Robert Hofstadter (1915–1990)
- Hitoshi Kihara (1893–1986)
- Izaak M. Kolthoff (1894–1993)
- Henry Lardy (1917–2010)
- Robert E. Marshak (1916–1992)
- Robert R. McMath (1891–1962)
- Robert F. Mehl (1898–1976)
- Neal E. Miller (1909–2002)
- Frank Press (1924–2020)
- Alfred C. Redfield (1890–1983)
- Dickinson W. Richards (1895–1973)
- David Shemin (1911–1991)
- Thomas K. Sherwood (1903–1976)
- L. H. Thomas (1903–1992)
- Oswald G. Villard, Jr. (1916–2004)
- C. S. Wu (1912–1997)
- Hatten S. Yoder, Jr. (1921–2003)
- Bruno H. Zimm (1920–2005)
- Max von Laue (1879–1960)